# Scinax sugillatus
Espèce
Synonymes
- Hyla sugillata Duellman, 1973

Statut de conservation UICN

 LC  : Préoccupation mineure
Scinax sugillatus est une espèce d'amphibiens de la famille des Hylidae.

## Répartition
Cette espèce se rencontre dans les plaines Pacifique entre 20 et 500 m d'altitude, :
- dans le nord-ouest de l'Équateur ;
- en Colombie dans les départements de Chocó et de Risaralda.

## Publication originale
- Duellman, 1973 : Descriptions of New Hylid Frogs from Colombia and Ecuador. Herpetologica, vol. 29, no 3, p. 219-227.